# 1º Reggimento carabinieri paracadutisti "Tuscania"
Il 1º Reggimento Carabinieri paracadutisti "Tuscania" è un'unità militare  dell'Arma dei carabinieri, formata da esploratori paracadutisti, specializzata nelle missioni militari fuori area.
Battaglione fino al 1996, è inquadrato dal 2002 nella 2ª Brigata mobile carabinieri, grande unità di cui fanno parte anche il 7º Reggimento carabinieri "Trentino-Alto Adige", il 13º Reggimento carabinieri "Friuli-Venezia Giulia" e il Gruppo di intervento speciale. Il "Tuscania" ha attualmente sede a Livorno, nella caserma "Vannucci".
Pur nella sua peculiarità, esso si adegua perfettamente al ruolo da sempre svolto dalla Benemerita, abbinando efficacemente addestramento e operatività tipicamente militari a potenzialità d'impiego (anche) nell'ambito della polizia giudiziaria propriamente detta. Dal giugno 2024 il reparto è stato validato come Forza speciale “Tier 2”.

## Storia

### Nella seconda guerra mondiale
Il reparto perpetua idealmente le tradizioni del I Battaglione CC.RR. paracadutisti, costituito il 15 luglio 1940, inquadrato dal marzo 1941 nel 1º Reggimento Paracadutisti, e impiegato nella seconda guerra mondiale, dal luglio 1941, nel fronte dell'Africa Settentrionale.
Il I Battaglione CC.RR. paracadutisti viene posto in novembre alle dipendenze del Corpo d'Armata di Manovra (C.A.M.) e riceve l'ordine di trasferirsi nel Gebel Cirenaico, dove assolve numerosi compiti tra cui il presidio di Lamluda, Derna e Cirene, sede del Comando superiore FF.AA. "A.S.I.", nonché la sorveglianza anticommandos di un tratto di costa cirenaica. In questo periodo il battaglione sostiene alcuni scontri con il nemico tra cui di particolare rilievo il combattimento svoltosi il 19 novembre nei pressi di Cirene che termina con la cattura di un ufficiale, un sottufficiale, 10 militari inglesi e 42 guerriglieri libici.
Il 14 dicembre 1941 su ordine personale del generale Rommel, comandante del Panzergruppe "Afrika", al comando del maggiore Edoardo Alessi, il reparto raggiunge il bivio di Eluet El Asel con il compito di arrestare l'avanzata delle unità britanniche che, sfruttando le piste provenienti dall'interno, intendono tagliare la strada alle divisioni italiane in ritirata lungo la via Balbia.
Il 19 dicembre 1941 ha inizio la battaglia di Eluet El Asel. Il battaglione, rinforzato da un plotone di guastatori paracadutisti, alcuni cannoni da 47/32 serviti da bersaglieri e un plotone di paracadutisti libici, dopo aver respinto per un'intera giornata i ripetuti assalti di una brigata meccanizzata inglese, assolto il proprio compito e ricevuto l'ordine di ripiegare, ormai circondato, durante la notte si apre la strada verso le linee amiche combattendo e cercando di forzare diversi sbarramenti inglesi. 
Rientrati i superstiti del battaglione in Italia, l'unità — che aveva subito gravissime perdite — venne disciolta nel marzo 1942.

### Nel dopoguerra
"Risorse" nel 1951 a Viterbo come Reparto Carabinieri Paracadutisti, avente struttura e organici equivalenti a quelli di una compagnia di fanteria paracadutista, di stanza nei primi anni dalla sua formazione nella località citata presso il centro militare di paracadutismo.
In questo periodo, questa unità era a disposizione esclusiva del comando generale dell'Arma dei carabinieri come unità di pronto impiego per servizi di ordine pubblico. Temporaneamente nel 1957 rischierata in Pisa, dal 1º gennaio 1963 fu assegnata all'attuale sede (Livorno) e integrata nell'organico dell'allora appena costituita Brigata Paracadutisti, nella configurazione di "Compagnia Carabinieri Paracadutisti".

### Nella brigata Folgore
Entrando a far parte della I Brigata Paracadutisti, la Compagnia Carabinieri Paracadutisti oltre a quelli propri istituzionali dell'Arma dei Carabinieri fu incaricata pure di assolvere compiti bellici. Da allora oltre al normale addestramento prelancistico, ai lanci e a quello istituzionale dell'ordine pubblico, si aggiunse l'addestramento al combattimento individuale e collettivo. La compagnia diviene Battaglione dal 15 luglio 1963.
Elementi di quello che sarebbe diventato l'attuale reparto concorsero significativamente sia all'istituzione sia alle azioni del Reparto scelto interforze, che negli anni sessanta svolse un'intensa opera di controguerriglia, opposta alle iniziative terroristico-separatistiche di taluni movimenti altoatesini.
Il 4 novembre 1966 in occasione della disastrosa alluvione che colpisce Firenze e tutta l'Italia centro settentrionale, unità del battaglione Carabinieri Paracadutisti operano senza tregua per salvare persone in pericolo, alleviarne i disagi e prevenire atti di sciacallaggio.
Il 25 giugno 1967 il capitano Francesco Gentile, comandante del Reparto speciale di rinforzo per l'Alto Adige intervenuto al passo di Cima Vallona dopo un ennesimo attentato dinamitardo di separatisti altoatesini, rimane vittima di una imboscata tesa con una trappola esplosiva. Muoiono con lui il tenente Mario Di Lecce e il sergente Olivio Dordi, Sabotatori Paracadutisti. Al capitano viene concessa una medaglia d'oro al valor militare alla memoria.
Il 7 maggio 1973 il capitano Fabrizio Innamorati, comandante di una compagnia del Battaglione carabinieri paracadutisti, scala l'Everest, il monte più alto del mondo. Al comando di una cordata di 4 uomini conquista la vetta per ben 2 volte in 4 mesi, nel corso dell"'Operazione Everest" organizzata dallo Stato Maggiore dell'Esercito.

#### IlTuscania
Il 1º ottobre 1975, in concomitanza con ovvi mutamenti organici, assunse la denominazione di "1º Battaglione carabinieri paracadutisti Tuscania". Nel 1977/1978 da un'aliquota del battaglione, dall'allora comandante col. Romano Marchisio, furono create le unità antiterrorismo Gruppi Intervento Speciale (GIS).
Nei primi anni '90 il battaglione prese parte in Sicilia all'operazione Vespri siciliani.

### Dal battaglione al reggimento
Al 1º giugno 1996 risale l'attuale trasformazione da battaglione in Reggimento, sempre inquadrato nella Brigata paracadutisti "Folgore".
Il 15 marzo 2002, a seguito della costituzione nel 2000 in Forza Armata autonoma dell'Arma dei Carabinieri, il 1º Reggimento "Tuscania" esce dai ranghi dell'Esercito e quindi della Brigata "Folgore", e viene posto alle dirette dipendenze della neocostituita Seconda Brigata Mobile Carabinieri.
Il "Tuscania" ha partecipato a tutte le più importanti missioni "fuori area" in cui sono state impegnate le FF.AA. italiane. A partire dal Libano (1982-1984) con l'ITALCON, primi a partire e ultimi a tornare da quello che fu il primo impiego internazionale del dopoguerra, per poi proseguire con le seguenti operazioni:
- Namibia (1989-1990), UNTAG;
- Kurdistan (1991), AIRONE 1;
- Turchia (1991), AIRONE 2;
- Somalia (1992-1994), IBIS, (1993), UNOSOM II;
- Cambogia (1992), UNTAC;
- Israele (1994), TIPH 1;
- Bosnia (1996-2003), IFOR/SFOR;
- Palestina (1996), TIPH 2;
- Albania (1997-1999), ALBA;
- Timor Est (1999-2000), STABILISE;
- Kosovo (2000-2003), JOINT GUARDIAN;
- Repubblica di Macedonia (2001-2002), AMBER FOX;
- Afghanistan (dal 2001), ISAF e ENDURING FREEDOM (2003);
- Iraq (dal 2003), MSU
- Striscia di Gaza (dal 2006), EUBAM RAFAH.
- Afghanistan (Agosto 2021) Operazione "Aquila Omnia" (evacuazione del personale e dell'Ambasciata Italiana a Kabul)

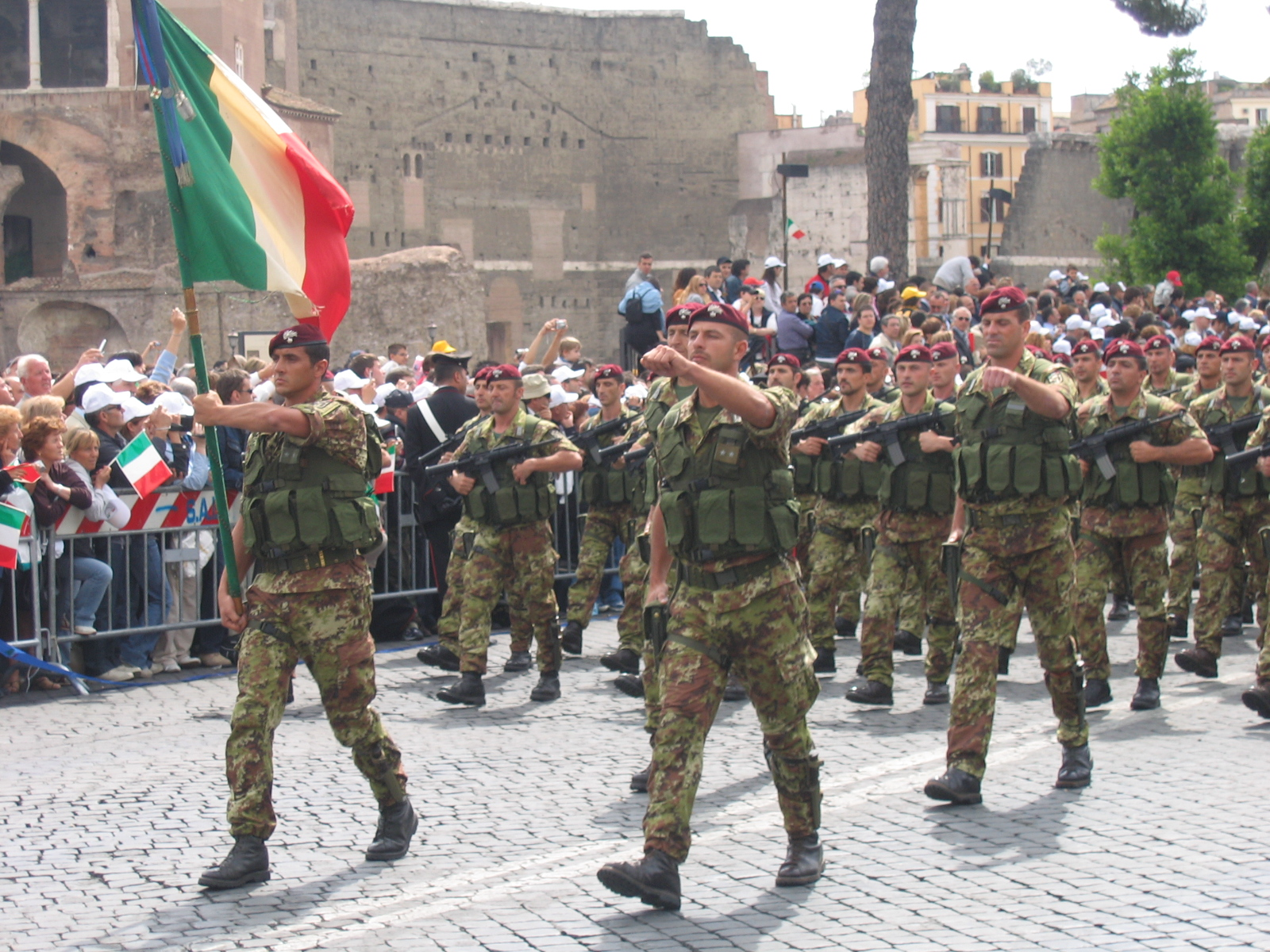
Il 1º Reggimento carabinieri paracadutisti "Tuscania" sfila con la bandiera di guerra alla parata del 2 giugno 2006, Roma

Nel corso degli anni, al Reggimento è stata anche affidata la sicurezza delle Sedi Diplomatiche nazionali all'estero nelle aree e nei periodi di maggior "rischio": Libano, Somalia, Arabia Saudita, Zaire, Perù, Algeria, Albania, Congo, Serbia, Iraq, Israele, Afghanistan, Pakistan, Colombia, Costa d'Avorio, Yemen, Egitto, Libia, Siria.
Prende parte anche a operazioni speciali di polizia, essendo inserito nei dispositivi UnIS (Unità d’Intervento Speciale) del Ministero dell’Interno.
Dopo che l'Arma è divenuta forza armata autonoma, il reggimento ha lasciato la brigata Folgore, ed è inquadrato dal 2002 nella 2ª Brigata mobile carabinieri.
Dopo gli attentati di Parigi e di Bruxelles del 2015-2016, che hanno visto l’insorgere di una minaccia terroristica in tutto il continente europeo, il “Tuscania” è stato inoltre chiamato dal Comando generale dell'Arma dei Carabinieri a costituire, assieme ad elementi del GIS, delle apposite "Task Unit Antiterrorismo" (TUAT) di alto profilo qualitativo schierate in punti sensibili ed in occasione di eventi particolari.
Seppur reparto con propensione all'impiego estero, molto frequenti sono stati inoltre gli impieghi sul territorio nazionale nelle aree che, per caratteristiche morfologiche e socio-criminali, risultano difficilmente controllabili dalle Forze di Polizia territoriali; numerose operazioni antisequestro, anticontrabbando e anticrimine sono state condotte con successo in Sardegna, Sicilia, Calabria, Campania e Puglia.
Nel giugno 2024 è stato autorizzato dal capo di stato maggiore della difesa l’ingresso del 1° Reggimento Carabinieri Paracadutisti Tuscania nel Comparto delle Operazioni Speciali della Difesa italiana, quale Forza speciale di livello 2 (TIER 2).

## Reclutamento e formazione
Il personale del Reggimento deve emergere da un impegnativo percorso di formazione professionale. Il principale bacino di rifornimento di personale per il reparto è previsto alle scuole allievi Carabinieri dove gli stessi, a domanda volontaria, verranno sottoposti alle prove di selezione che verranno svolte presso l'istituto di formazione. Successivamente verranno selezionati i migliori allievi confrontando il punteggio ottenute nelle prove fisiche e le valutazioni ottenute durante il corso allievi Carabinieri.  Terminato ciò, i neo promossi Carabinieri selezionati presteranno servizio per un anno solare presso le Stazioni Carabinieri e una volta terminato il periodo verranno trasferiti definitivamente presso il reparto dove inizieranno il corso. Si può accedere anche per domanda interna per chi è all'interno dell'Arma dei Carabinieri, rispettando il limite d'età e i vincoli dell'interpellanza stessa. Il corso, che dura circa 10 mesi, è sotto il diretto controllo del Reparto Addestrativo del 1° RGT, e comprende:

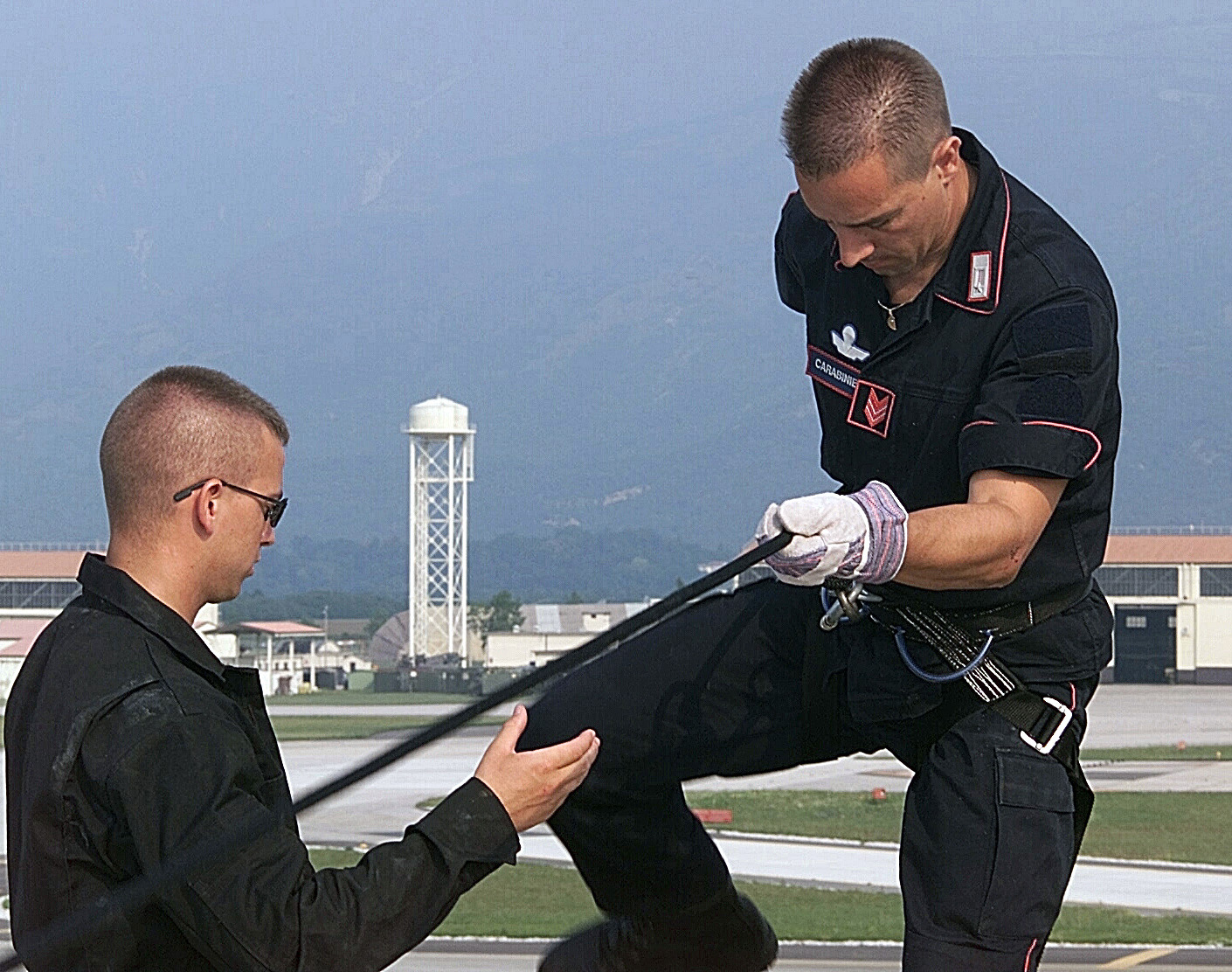
Carabiniere paracadutista in esercitazione

- corso di paracadutismo militare (lancio con fune di vincolo);
- addestramento all'impiego operativo di corde;
- corso di primo soccorso operativo (CLS);
- tecniche di orientamento e di navigazione terrestre;
- corso difesa personale (Grappling/Brazilian jiu jitsu e MMA);
- corso CBRN (chimico biologico radiologico nucleare) sulle operazioni in ambienti contaminati;
- tecniche di mascheramento, mimetizzazione, movimento tattico, superamento ostacoli, capacità di operare in sicurezza in ambienti montani e sopravvivenza in climi rigidi;
- corso per operatore eliportato;
- addestramento di pattuglia e di plotone (procedure operative standard delle minori unità, operazioni anfibie, ricognizioni, acquisizione obiettivi, piantonamenti, tecniche di guerriglia, anti-guerriglia e operazioni speciali);
- tecniche Sopravvivenza, Evasione, Resistenza agli interrogatori e Fuga;
- addestramento all'impiego di armi e materiali speciali (tiro con armi corte, medie, lunghe, utilizzo accessori vari, materiali esplodenti o speciali, piena conoscenza degli apparati per le comunicazioni, anche satellitari, in dotazione al reparto);
- abilitazione speciale alla guida di autoveicoli tattici;
- tecniche di combattimento e pattugliamento in ambiente urbano (MOUT/FIBUA/FIWAF);
- tecniche di Polizia Militare, Counter-IED, HUMINT e all'impiego in unità e comandi multinazionali.

Superate le prove finali del corso (mediamente un candidato su tre), il carabiniere paracadutista assurge al rango di esploratore, transita nel Battaglione, nell'ambito del quale svolge attività operative, di addestramento, di mantenimento e di ulteriore specializzazione nei diversi settori:
- aviolancistico (lanci ad alta quota ad apertura comandata);
- di tiro con armi individuali e di reparto;
- di impiego dei materiali speciali ed esplodenti;
- delle tecniche particolari di combattimento;
- servizio scorta (comprende abilitazione alla guida di sicurezza).

Nonostante l'affrancamento dell'Arma dei Carabinieri dall'Esercito (avvenuto il 5 ottobre 2000), il Tuscania rimane strettamente collegato ai "cugini" della Brigata paracadutisti "Folgore", con i quali condivide il basco di colore amaranto e il grido di battaglia "Folgore".

## Organizzazione

### Comandante
Dal 2023 il comandante è il colonnello Antonio Bruno. 
Cronotassi comandanti del reggimento
- Col. Leonardo Leso (1996 - 1997)
- Col. Michele Franzè  (1997  -  2000)
- Col. Alberto Raucci  (2000 - 2001)
- Col. Carlo Chierego: (2001 -  2002)
- Col. Carlo Chierego (2002)
- Col. Carmelo Burgio (2002 - 2003)
- Col. Sebastiano Comitini (2003-2006)
- Col. Gino Micale (2006-2008)
- Col. Paolo Nardone (2008-2013)
- Col. Antonio Frassinetto (2013-2016)
- Col. Francesco Marra (2016-2019)
- Col. Salvatore Demontis (2019-2023)

### Struttura
- Comando di Reggimento
- 1º Battaglione Carabinieri Paracadutisti
  - 1ª Compagnia per operazioni anfibie;
  - 2ª Compagnia per operazioni montane;
  - 3ª Compagnia TCL.
- Reparto Supporti, per il supporto logistico;
- Sezione Sanità, per il supporto sanitario alle attività addestrative e operative;
- Reparto Addestrativo, per l'attività di selezione e formazione del personale dello stesso Reggimento e degli Squadroni Cacciatori;
- Sezione paracadutismo sportivo

## Impiego

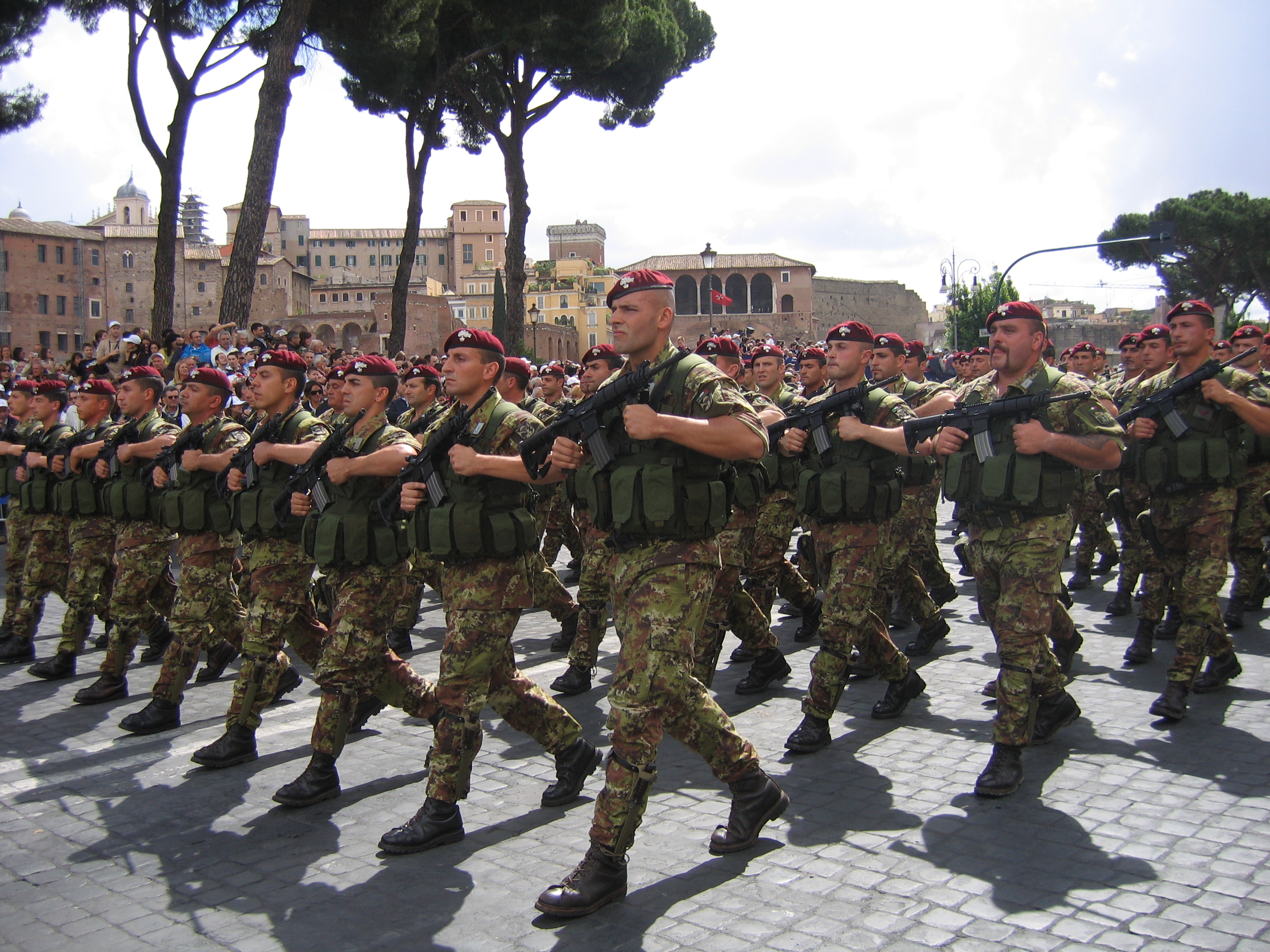
Il Tuscania alla parata del 2 giugno 2007.

Da quanto precede, è già possibile comprendere che l'impiego del Tuscania copre principalmente ma non esclusivamente l'area militare:
- occupazione preventiva e difesa di posizioni;
- interdizione e controinterdizione d'area (guerriglia e controguerriglia);
- supporto a contingenti di Forza Armata in operazioni "fuori area";
- scorte di personalità politiche in zone a controllo nemico;
- incursioni dietro le linee nemiche;
- esplorazione;
- pattuglie in aeree sotto controllo ostile;
- scorta e tutela al personale diplomatico nelle ambasciate italiane in Paesi "a rischio";
- controspionaggio e raccolta dati sul territorio per conto dell'intelligence;
- azioni dirette;
- ricognizioni speciali ;
- assistenza militare;
- controterrorismo nazionale in supporto al GIS;
- Forza speciale “Tier 2”.

Svolge inoltre compiti di polizia, come supporto all'Arma Territoriale, e addestrativi e formazione di militari dell'Arma destinati a reparti speciali e a forze di polizia in aree di crisi internazionale.
Sotto il profilo logistico, il reparto si appoggia (per il trasporto aereo) alla 46ª Aerobrigata dell'Aeronautica Militare Italiana con sede a Pisa.

## Armamento
L'armamento sia individuale sia di reparto del reggimento, varia secondo il tipo di operazione da svolgere, quindi le armi sono scelte in base al loro impiego.
| Nome                                          | Calibro           | Tipo                      | Nazionalità |
| --------------------------------------------- | ----------------- | ------------------------- | ----------- |
| Beretta 92                                    | 9x19mm Parabellum | pistola semiautomatica    | Italia      |
| Glock 19                                      | 9x19mm Parabellum | pistola semiautomatica    | Austria     |
| Heckler & Koch MP5                            | 9x19mm Parabellum | pistola mitragliatrice    | Germania    |
| Beretta M12                                   | 9X19mm Parabellum | pistola mitragliatrice    | Italia      |
| Beretta PMX                                   | 9×19mm Parabellum | pistola mitragliatrice    | Italia      |
| Colt M4                                       | 5.56x45mm NATO    | fucile d'assalto          | Stati Uniti |
| Nuova Jager AR15 TP                           | 5.56x45mm NATO    | fucile d'assalto          | Italia      |
| Nuova Jager T911                              | 9x19 NATO         | pistola mitragliatrice    | Italia      |
| Benelli M4 Super 90                           | 12                | fucile a canna liscia     | Italia      |
| Benelli M3 Super 90                           | 12                | fucile a canna liscia     | Italia      |
| Franchi SPAS-12                               | 12                | fucile a canna liscia     | Italia      |
| Accuracy International Arctic Warfare AWS     | 7.62x51mm NATO    | fucile di precisione      | Regno Unito |
| Accuracy International Arctic Warfare AWP     | 7.62x51mm NATO    | fucile di precisione      | Regno Unito |
| MSG90 variante militare del Heckler & Koch G3 | 7.62x51mm NATO    | fucile di precisione      | Germania    |
| Browning M2                                   | 12.7x99mm NATO    | mitragliatrice pesante    | Stati Uniti |
| FN Minimi                                     | 5.56x45mm NATO    | mitragliatrice leggera    | Belgio      |
| Beretta MG 42/59                              | 7.62x51mm NATO    | mitragliatrice pesante    | Italia      |
| Heckler & Koch GMG                            | 40mm              | lanciagranate             | Germania    |
| Pugnale "Extrema Ratio"                       | 200mm             | coltello da combattimento | Italia      |

## Mezzi
- Iveco VTLM "Lince";
- Land Rover Defender 110;
- Land Rover Defender 90;
- Isuzu D-Max II serie "restyle";
- Fiat Ducato X290-Ambulanza;
- Fiat Ducato X250;
- Astra BM201M (autobotte);
- Astra SM44.31 (autobotte);
- Astra SM88.42;
- Astra SM44.31;
- De Simon Scania LL30 (bus);
- Iveco VM90T;
- Iveco VM90 Ambulanza;
- Iveco 115-17;
- Iveco 90PC;
- Land Rover Discovery II serie restyle;
- Mercedes-Benz Classe G Wagon;
- Gommone "Zodiac" (di diverso tipo)
- ford “Raptor”
- ford “Ranger”

## Sport
Sezione paracadutismo sportivo
Dal 1976 il Tuscania annovera pure una Sezione di paracadutismo sportivo, una ristretta unità di militari/atleti altamente specializzati nella tecnica di caduta libera (TCL), che quotidianamente si addestra per rappresentare l'Arma sia nelle competizioni sportive nazionali ed internazionali, sia nelle attività di pubblico spettacolo. Fondamentale anche la sua funzione di supporto della componente operativa del Reggimento nella specifica area di competenza, coadiuvando costantemente gli operatori specializzati TCL ed effettuando specifici test sui nuovi equipaggiamenti da lancio.
La Sezione è riuscita a creare anche un cospicuo numero di atleti che si sono distinti nel panorama sportivo internazionale, gareggiando nelle più importanti competizioni agonistiche della specifica disciplina e divenendo ad oggi una delle compagini di paracadutismo sportivo più titolate al mondo, e si fregia di numerosi brillanti risultati sia in campo civile, sia militare, tra cui i titoli mondiali conseguiti nelle annate 1990, 1994, 1998, 1999.
Pur non trattandosi propriamente di attività sportive, va segnalata la partecipazione di militari del Tuscania ad alcune edizioni del "raid" Overland.